# Oin (trigramme)
Cette page contient des caractères spéciaux ou non latins. S’ils s’affichent mal (▯, ?, etc.), consultez la page d’aide Unicode.
Pour les articles homonymes, voir OIN.
Oin (minuscule oin) est un trigramme de l'alphabet latin composé d'un O, d'un I et d'un N. 

## Linguistique
- En français, le trigramme ‹ oin › représente le son [wɛ̃] (exemple : foin).

## Représentation informatique
Il n'existe aucun encodage de ‹ oin › sous la forme d'un seul signe. Il est toujours réalisé en accolant un O, un I et un N.